# Gracciano (Montepulciano)
Gracciano è una frazione del comune italiano di Montepulciano, nella provincia di Siena, in Toscana.
Situata a circa 7 km dal capoluogo, la frazione si trova a 290 m s.l.m., nella Valdichiana.

## Storia
La frazione viene nominata per la prima volta in un documento del 775 custodito presso l'Abbazia di San Salvatore al Monte Amiata, con il nome di Greciliani, mentre nell'862, in un altro atto sempre dell'abbazia, viene riportata come Graciani. Prima dell'innalzamento della diocesi di Montepulciano, ovvero fino al 1561, la località di Gracciano, insieme a quelle di Sant'Albino e Valiano, faceva parte della diocesi di Chiusi. Nel 1833 la frazione contava 840 abitanti.

## Monumenti e luoghi d'interesse
- Pieve di Sant'Egidio, antica pieve e chiesa parrocchiale del paese, ha dato il nome ad una delle porte di Montepulciano.
- Casa natale di Agnese Segni, edificio dove nel 1268 nacque la santa di Gracciano.
- Cappella di Sant'Agnese, piccolo edificio di culto situato accanto alla casa natale della santa.

## Curiosità
La frazione di Gracciano porta lo stesso nome di una delle contrade del centro storico che partecipano al Bravìo delle Botti, risultata vincitrice per sette volte, nelle edizioni del 1974,1981, 1997, 1999, 2000, 2010 e 2011.

## Galleria d'immagini

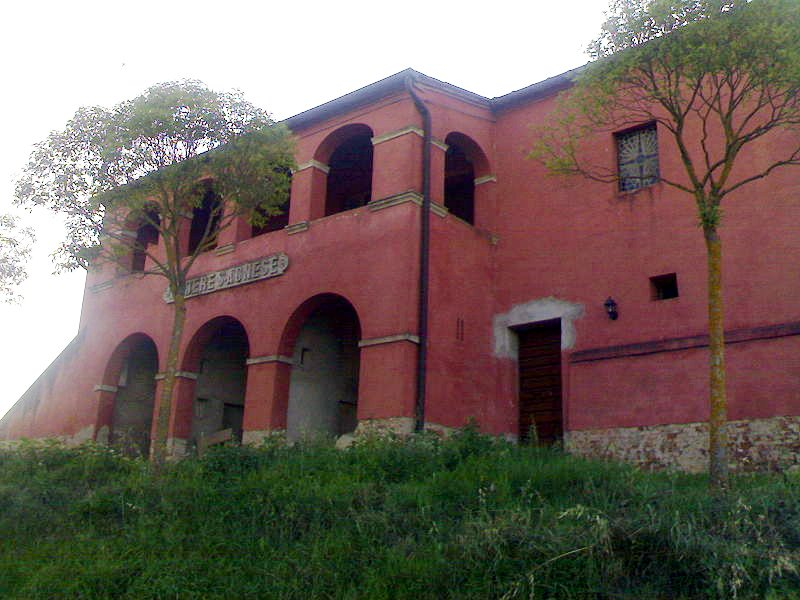
La casa natale di sant'Agnese
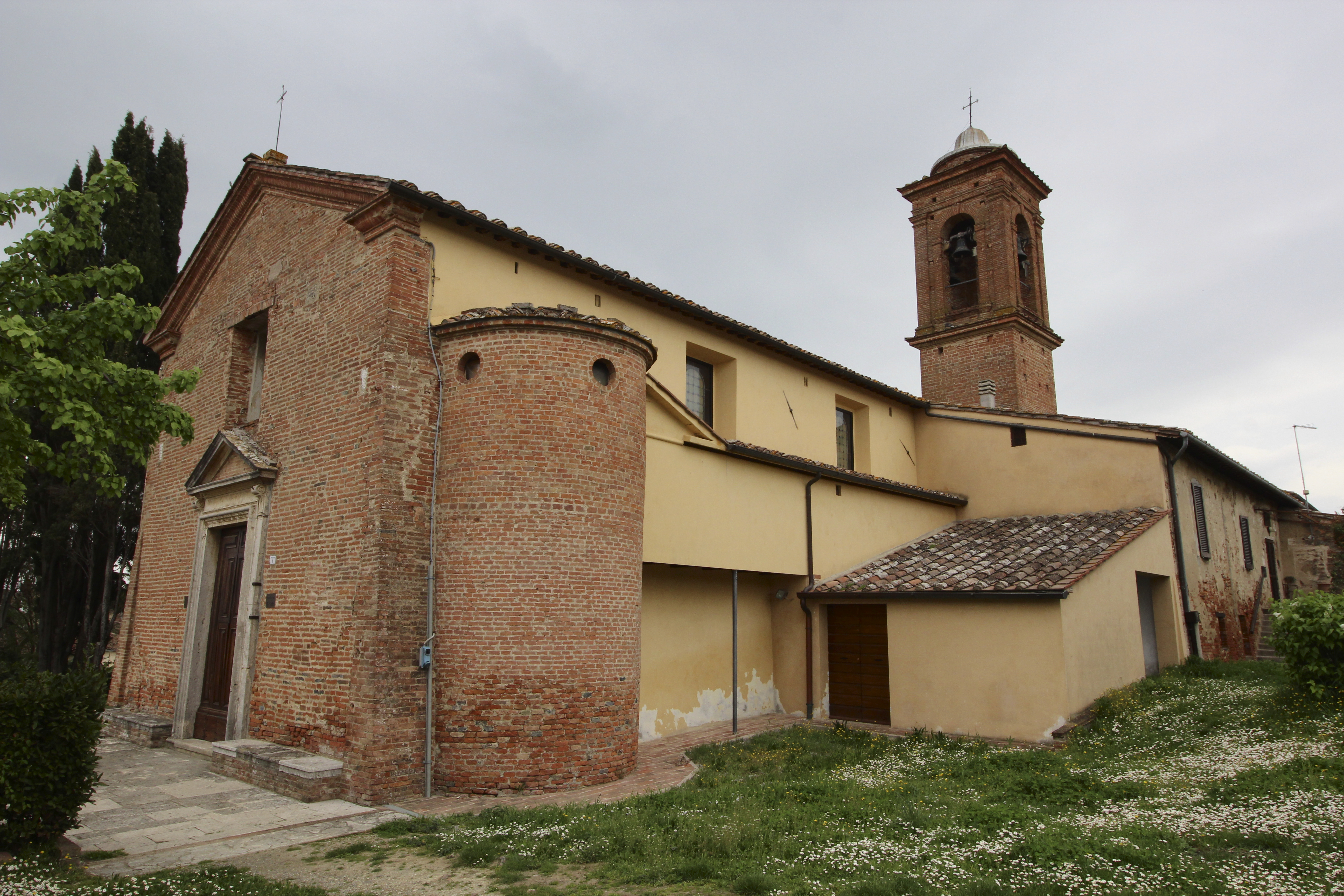
La chiesa di Sant'Egidio